# Agrypon nikkonis
Agrypon nikkonis là một loài tò vò trong họ Ichneumonidae.